# إدارة محفظة التطبيقات
إدارة محفظة التطبيقات  (بالإنكليزية: APM أي application portfolio management) هي ممارسة انبثقت في منتصف تسعينات القرن العشرين عن مؤسسات تكنولوجيا المعلومات المتوسطة  والكبيرة. وهي تطبيق الدروس المستفادة من خبرة إدارة المحفظة المالية  في قياس وتبرير الفوائد المالية لكل من التطبيقات بالمقارنة مع تكاليف صيانتها وتكلفة تشغيلها.

## المحفظة
يقوم ممارس إدارة محفظة التطبيقات، اعتمادا على أفكار إدارة المحافظ الاستثمارية، بجمع المعلومات حول كل تطبيق قيد الاستخدام في الأعمال أو في المؤسسة، بما في ذلك تكلفة بناء والحفاظ على التطبيق، قيمة الأعمال المنتجة، جودة التطبيق، والعمر الافتراضي له. باستخدام هذه المعلومات، فإن مدير المحفظة قادر على توفير تقارير مفصلة عن أداء البنية التحتية لتكنولوجيا المعلومات في كل ما يتعلق بالتكلفة الخاصة والقيمة الأعمال المقدمة.

## تعريف التطبيق
يعتبر التعريف الدقيق لمصطلح: تطبيق" من أهم عومل إدارة محافظ التطبيقات. يقوم العديد من مزودي الخدمة في مساعدة المؤسسات فب العمل على تعريف المصطلح بنا يخدم مؤسستهم لما يثيره من جدل. من هذه التعريفات:
- برمجيات تطبيقية:  هو برنامة حاسوب تنفيذي إلى جانب عنصر واحد كثر من مجموعة من البرامج القابلة للتنفيذ عناصر التي يتم تنفيذها معا لتنتج بعض، أو كل، سلسلة خطوات لإنشاء أو تحديث إدارة حساب أو لعرض معلومات خاصة بالأغراض التجارية. ومن أجل أن تعتبر تطبيق، على كل عنصر أن يكون مستقلا ولا يدخل كعضو لتطبيق آخر.
- مكونات برامج — مجموعة من ارشادات حاسوبية قابلة للتنفيذ المستعمله في التطبيق بشكل منفرد غير قابلة للتقسيم إلى ارشادات أصغر. من الأمثلة: مكتبة الارتباط الحيوي، صفحة ويب ناشطة، أمر «إي أكس إي» للتطبيق. قد تحتوي ملف مضغوط على صفر أو أكثر من مكونات البرنامج لأنه من السهل تصغيرهم إلى صيغ آصغر.

تطبيق البرمجيات و مكونات برامج التقنية المصطلحات المستخدمة لوصف محدد مثيل فئة من تطبيق البرمجيات لأغراض ذلك إدارة المحافظ. انظر تطبيق البرنامج على تعريف غير الممارسين في إدارة أو مؤسسة العمارة.

## أساليب وإجراءات لتقييم التطبيقات
هناك العديد من التدابير المالية الشائعة والقياسات المختلفة، الغير مالية أو المعقدة، التي يتم استخدامها لتقييم التطبيقات أو نظم المعلومات:

### العائد على الاستثمار[2]
هو أحد أهم مقاييس وأدوات تقييم الأداء المستخدمة في تحليل الأعمال لتقييم نظم المعلومات القائمة واتخاذ قرارات مستنيرة بشأن برنامج الاستحواذ وغيرها من المشاريع. ومع ذلك، فإنه مصمم لغرض معين هو تقييم الربحية أو الكفاءة المالية. إلا أنه لايمكن الاعتماد عليه بديلا لكثير من من المقاييس المالية الأخرى لتوفير صورة اقتصادية مجملع من المعلومات.

### القيمة الاقتصادية المضافة
هي مقياس الأداء المالي للشركة على أساس الثروة المتبقية المحسوبة قبل خصم تكلفة رأس المال من الأرباح التشغيلية (تعديل الضرائب على أساس نقدي). 
الصيغة = صافي الربح التشغيلي بعد الضرائب  - (رأس المال * تكلفة رأس المال)

### التكلفة الإجمالية للملكية
هي وسيلة لحساب تكاليف تطبيق على مدى فترة محددة من الوقت. يتم تحديد تكاليف الأجهزة وبرمجيات العمل وصيانتها بحسب مختلف مراحل دورة حياة التطبيق.

### الأثر الإجمالي الاقتصادي
هي منهجية تبحث في الالتبعيات المحتملة لاستثمار في التكنولوجيا عبر أربعة أبعاد: التكلفة (وأثرها على تكنولوجيا المعلومات)، الفوائد (وأثرها على الأعمال)، المرونة (الخيارات المستقبلية التي قد ينشئها الاستثمار) والمخاطر (عدم اليقين).

### قيمة تكنولوجيا المعلومات للأعمال
يستخدم البرنامج مجموعة من القياسات المالية للقيمة التجارية التي تسمى أوجه قيمة الأعمال (المؤشرات). انها برنامج متعدد الأبعاد، بما في ذلك عنصر عمل وهو سهل التنفيذ نسبيا.

### اقتصاديات تطبيق المعلومات
يدعي مطلقو الطريقة بأنها «التضام العلمي والنظري الأول» الذي يبني على طرق متعددة من مجالات التقرير النظري وتحليل المخاطر بما في ذلك طريقة مونت كارلو. لكنه لا يستخدم في شكل كبير  بسبب تعقيدات أساليبه.